# Max Martini
Pour les articles homonymes, voir Martini.
Max Martini est un acteur américain, né le 11 décembre 1969 à Woodstock, dans l'État de New York.

## Filmographie

### Cinéma
- 1997 : Contact de Robert Zemeckis : Willie
- 1998 : Il faut sauver le soldat Ryan de Steven Spielberg : Caporal Fred Henderson
- 2000 : Cement d'Adrian Pasdar
- 2005 : Le Grand Raid de John Dahl : le sergent Sid « Top » Wojo
- 2008 : Redbelt de David Mamet : Joe Ryan
- 2011 : Colombiana d'Olivier Megaton : Agent Williams
- 2013 : Capitaine Phillips de Paul Greengrass
- 2013 : Pacific Rim de Guillermo del Toro : Hercules « Herc » Hansen
- 2014 : Sabotage de David Ayer : Tom « Pyro » Roberts
- 2015 : Cinquante Nuances de Grey (Fifty Shades of Grey) de Sam Taylor-Wood : Jason Taylor
- 2016 : 13 Hours (13 Hours: The Secret Soldiers of Benghazi) de Michael Bay : Oz
- 2016 : Spectral de Nic Mathieu
- 2017 : Cinquante Nuances plus sombres (Fifty Shades Darker) de James Foley : Jason Taylor
- 2018 : Cinquante Nuances plus claires (Fifty Shades Feed) de James Foley : Jason Taylor
- 2019 : Eli de Ciarán Foy : Paul
- 2021 : The Tender Bar de George Clooney

### Télévision
- 1999 : Le Caméléon : Todd Baxter (saison 4, épisode 10)
- 1999 : Profiler : Todd Baxter (saison 4, épisode 10)
- 1999 : Le Royaume : Mel Waters
- 2000 : Au-delà du réel : L'aventure continue : Curtis Sandoval (saison 6, épisode 14)
- 2000 : Mysterious Ways : Les Chemins de l'étrange : Sean Kasper (saison 1, épisode 20)
- 2001 : Passion impossible (TV) de Jeffrey Reiner : Paul
- 2002 : Disparition : ? (saison 1, épisodes 8 et 9)
- 2002 : Les Experts : Jason Kent (saison 3, épisode 22)
- 2002 : 24 Heures chrono : agent Steve Goodrich (saison 2, épisodes 13, 14 et 15)
- 2003 : Division d'élite : ? (saison 3, épisode 9)
- 2003 : Les Experts : Miami : Bob Keaton (saison 2, épisode 8)
- 2004 : FBI : Portés disparus : Nathan Grady (saison 3, épisode 2)
- 2004 : Sur la piste de mon mari (TV) : Buck Colter
- 2004 : Souviens-toi de Jenny Rand (TV) : Joe O'Conner
- 2004 : Les Experts : Miami : Bob Keaton (saison 3, épisode 22)
- 2005 : Numb3rs: agent Cooper (saison 1, épisode 13)
- 2006-2009 : The Unit : Commando d'élite : Mack Gerhardt
- 2008 : Burn Notice : Gerard (saison 2, épisode 7)
- 2008 : Street Warrior de David Jackson : Jack Campbell
- 2010 : Castle : Al Lockwood (saison 3, épisode 13)
- 2010 : FBI : Duo très spécial : John Deckard (saison 2, épisode 7)
- 2010 : Lie to Me : Dave Burns / Dave Atherton
- 2010 : Hawaii 5-O : Nick Taylor (saison 1, épisode 9)
- 2011 : Un peu, beaucoup, à la folie de Jeff Renfroe (TV) : Sam
- 2011 : Rizzoli and Isles  (saison 2, épisode 4)
- 2011 : Revenge : Frank Stevens
- 2011 : Esprits criminels : Luke Dolan (saison 7, épisode 3)
- 2011 : Flashpoint : agent Grealy (saison 4 épisode 2 : Bon Flic)
- 2012 : Mentalist : Fletcher Moss (saison 5, épisode 4 : De père en fils)
- 2013 : Person of Interest : RIP (saison 3, épisode 1)
- 2014 : Crisis : Koz
- 2019 : The Order : Edward Coventry (saison 1)
- 2019 : The Purge : Ryan (saison 2)
- 2019 : Pastalight (court métrage) de Christopher Martini : Benito Volpe
- 2021 : Pacific Rim: The Black : Hercules « Herc » Hansen (caméo)
- 2023 : Bosch: Legacy
- 2024 : Opérations Spéciales : Lioness : Tracer

## Distinction
- Oniros Film Awards 2019 : meilleur duo d'acteurs avec Leo Martini pour Pastalight

## Voix françaises
| - Jean-Pascal Quilichini dans (les séries télévisées) : - 24 Heures chrono - FBI : Portés disparus - The Unit : Commando d'élite - Burn Notice - Lie to Me - FBI : Duo très spécial - Hawaii 5-0 - Les Experts - Rizzoli and Isles - Esprits criminels - Revenge - Mentalist - Person of Interest - Crisis - Covert Affairs - Training Day - Mathieu Buscatto dans (les séries télévisées) : - Au-delà du réel : L'aventure continue - Unité 9 - Division d'élite - Édition spéciale - Flashpoint - Mandrake (téléfilm) | - Patrick Béthune dans : - Harsh Realm (série télévisée) - Castle (série télévisée) - Un peu, beaucoup, à la folie (téléfilm) - Sabotage - Serge Biavan dans : - Cinquante nuances de Grey - Cinquante nuances plus claires Et aussi - Jean-François Vlérick dans Contact, - Patrick Borg dans Passion impossible (téléfilm) - Lionel Tua dans Sur la piste de mon mari (téléfilm) - Thomas Gaudin dans Les Experts : Miami (série télévisée) - Martin Spinhayer dans Le Grand Raid - Michel Vigné dans Redbelt - Serge Faliu dans Un Noël à New York (téléfilm) - Bruno Choël dans Colombiana - Jean-Michel Fête dans Pacific Rim - Frédéric Souterelle dans 13 Hours - Pascal Casanova dans Eli - Jérémie Covillault dans Le Bar de la Tendresse - Raphaël Anciaux dans Bosch: Legacy (série télévisée) |